# Mulambakwena
Mulambakwena é uma vila localizada no distrito Nordeste em Botswana. Possuía, em 2011, uma população estimada de 974 habitantes.